# 十分の一刑

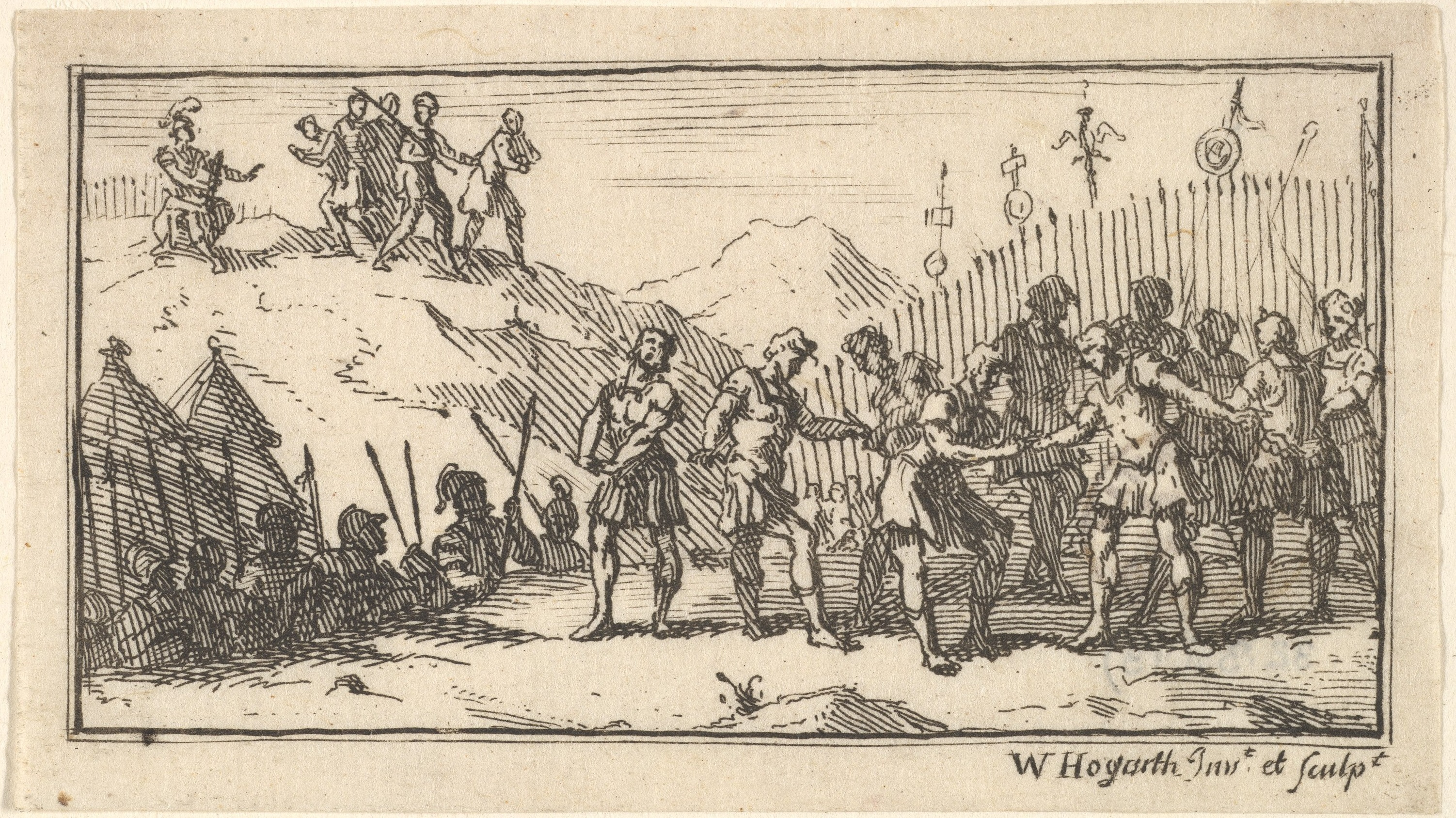
ウィリアム・ホガースによる絵

十分の一刑（じゅうぶんのいちのけい、ラテン語: decimatio）とは、古代ローマの軍隊において行われた兵士に対する罰則。この刑はローマ軍においては極刑として行われ、反乱や上官への不服従など重大な逸脱行為に対して課せられた。

## 内容
罰を受ける集団の兵士の中から抽選で10人に1人を選び、その1人を他の9人で棍棒・石打などで処刑することを課せられた。撲殺から逃れた他の者も、当時は市民の食料であった小麦でなく家畜の飼料や剣闘士以外は口にしない大麦が支給された。また、一般兵士と同じテントでの寝泊りは許されず、野営地の外での野営をさせられた。刑罰はレギオー内のコホルス単位の兵士に適用され、その階級・年齢などは一切関係なく無作為に行われた。
この刑は多数の者が仲間の処刑に関わる非情な刑罰ゆえ、軍団の兵士には恐れられた。ただし、司令官の側からすれば、この刑を行えば単純計算で戦わずして兵力の1割が減ってしまうため、よほどのことがない限り執行されることはなかった。

## 記録例
- 紀元前471年に、共和政に移行してまもないローマがウォルスキ人との戦いで不名誉な戦いをし、この刑が行われたのが最初である。
- スパルタクスの乱の最中の紀元前71年に、マルクス・リキニウス・クラッススがこの刑を復活させた。
- 紀元前49年に ユリウス・カエサルはストライキを起こした第9軍団に対しこの刑を宣告したが、将兵からの懇願により対象を軍団全体から首謀者120名に狭めている[1]。
- 紀元前17年に、アウグストゥスがこの刑を施行した。
- 紀元後20年にルキウス・アプロニウスが第3軍団アウグスタの一部に対してこの刑を施行した。